# セレニティ・ナウ
『セレニティ・ナウ』(Serenity Now)はイギリスのロックバンド、ブルートーンズのEP、もしくはその表題曲。Townsend Recordsからのメール・オーダーやもしくはライヴ会場のみでのリリースとなっており、全曲アルバム未収録である。
このようにややマニアックな扱いではあるが、ブリティッシュ・アンセムズでの来日公演の際には表題曲が演奏されている。ちなみに、「オータム・トーンズ」のみ、2002年にバンドを脱退したリチャード・ペインが作曲クレジットに名前を連ねている。

## 収録曲
1. セレニティ・ナウ / Serenity Now
2. オータム・トーンズ / Autumn Tones
3. マイン・イン・ザ・モーニング / Mine in the Morning
4. ザ・ハッピー・ロボトミー / The Happy Lobotomy